# Província del Panjab
|  | Aquest article tracta sobre sobre la província britànica del Panjab. Si cerqueu la província pakistanesa del Panjab, vegeu «Panjab (Pakistan)». |

Província britànica del Panjab

Panjab (també Punjab o Penjab) fou una província de l'Índia Britànica. Encara que fins al 1912 va incloure Delhi, la capital era Lahore.
Estrictament el Panjab era el país regat pels rius Jhelum, Chenab, Ravi, Beas i Sutlej però la província britànica ocupava la regió de Sirhind entre el Sutlej i el Jumna cap al sud d'aquest riu, el doab de Sind-Sagar entre el Jhelum i l'Indus, i a l'oest d'aquest en dos territoris que formaven el districte de Dera Ghazi Khan i part del districte de Mianwali. La superfície incloent els estats natius era de 346.389 km² dels quals 94.618 km² corresponen als estats tributaris protegits sota control del govern del Panjab. La població el 1901 era de 24.754.737 habitants (dels quals 4.424.398 habitants als estats natius). Estava separat de Caixmir i de la província de la Frontera del Nord-oest per les muntanyes de l'Himàlaia.

## Geografia
El territori està format per cinc doabs. El nom li va donar Akbar. Els doabs són: Bist Jullundur o Saharwal (entre el Beas i el Sutlej; Bari (entre el Beas i el Ravi); Rechna (Rachin-ab, o Rachin-ao, entre el Ravi i el Chenab); el Chinhath o Chaj (entre el Chenab i el Bihat o Jhelum); i el Sind-Sagar (entre l'Indus i el Jhelum o Bihat)
El 1904 la província tenia 8 municipalitats de primera classe, 131 de segona, i 48 àrees notificades. Les ciutats principals eren Delhi, Lahore i Amritsar totes tres amb més de cent mil habitants. El 1901 hi havia 53 ciutats de més de deu mil habitants i 99 de més de cinc mil. A part de les tres esmentades, destacaven Rāwalpindi (87.688 habitants), Multan (87.394), Ambala (78.638), Jullundur (67.735), Sialkot (57.956) i Patiala (53.545), algunes incloent grans campaments militars. Els pobles eren 43.660, dels quals 14.137 tenien més de 500 habitants. A la plana els pobles eren establiments compactes però al sud-oest i zones muntanyoses a vegades eren grups de llogarets sota un sol cap encarregar de funcions fiscals i administratives.
Els cens del 1854 i 1868 no poden ser presos en consideració perquè eren imperfectes i no s'estenien als estats natius. Els següents cens la població era:
- 1881: 17.251.627
- 1891: 18.763.581
- 1901: 20.108.690

El 56% de la població vivia de l'agricultura, i el 19,8% de l'artesania; el comerç i serveis professionals afectaven el 2,8% i el 2,2% i els serveis públics al 2%; les tasques generals, servei domèstic i altres ocupaven a la resta.

## Lengües, castes, ètnies i religions
Les llengües generals eren el panjabi occidental (també jatki o multani) i oriental, i el seraiki, totes del grup de llengües àries; però a Spiti i Lahul i a l'alt Kanawar es parlaven llengües tibetobirmanes; entre les llengües àries diferents del panjabi, les del grup iranià: el paixtu (53.000), el balutxi (40.000) i el persa (3.000). Entre els dialectes del panjabi cal esmentar el hindko, pothwari, chibhali, dhundi, ghebi i awankari. El panjabi oriental tenia dos dialectes principal, el manjha del Bari Doab i d'Amritsar, i el malwi, al sud del Sutlej; l'hindi occidental es dividia en hariani, banagru, jatu i ahirwati. Algunes llengües sànscrites es parlaven a les zones de muntanya sent conegudes genèricament com a pahari, més semblants als rajastani que al panjabi; una altra llengua era el gujari. Per llengües els parlants eren:
- Panjabi 15.346.175 
  - Panjabi occidental 2.755.463
- Rajasthani 603.747
- Hindi occidental 4.164.373
- Pahari occidental 554.072

Les castes principals eren els jats (quasi cinc milions), rajputs, arains, sainis, kambohs, ahirs, kanets, ghirats, bànies, khatiris i arores; esment especial mereixen les ètnies minoritàries com els gakhars, khokhars, gujars, awans, paixtus, i balutxis; la majoritària era l'ètnia panjabi i seguia en importància la seraiki abans considerada dins el mateix grup.
Per religió la població era de majoria musulmana (49%), seguit de l'hinduisme (si bé en una variant més sincrètica i moderada. Per religió els nombres eren els següents els anys 1891 i 1901:
- Hindús, 10.122.473 i 10.344.469
- Sikhs, 1.851.070 i 2.102.896
- Jainistes 45.615 i 49.983
- Budistes 6.236 i 6.940
- Zoroastrians 370 i 477
- Musulmans 11.198.270 i 12.183.345
- Europeus cristians 28.971 i 19.561
- Natius cristians 28.611 i 37.980
- Jueus i altres 57 i 36

## Fams
La primera coneguda fou el 1783-1784 coneguda com a chalisa kal (fam de l'any 40 per ser a l'any samvat 1840) que va afectar greument a Haryana. Altres fams foren el 1833-1834 (escassetat), 1837-1838, 1860-1861, 1868-1869, 1877-1878, 1896-1897 i 1899-1900.

## Administració
Administrativament formaven la província diverses divisions i districtes que van variar d'estructura i nombre. L'1 de gener de 1859 es va unir el territori de Delhi i el que després fou Haryana i Himachal Pradesh. Així el 1881 les divisions i districtes eren:
- Divisió de Delhi
  - Districte de Gurgaon
  - Districte de Delhi
  - Districte de Karnal

- Divisió d'Hissar
  - Districte d'Hissar
  - Districte de Rohtak
  - Districte de Sirsa

- Divisió d'Ambala
  - Districte d'Ambala
  - Districte de Ludhiana
  - Districte de Simla

- Divisió de Jullundur
  - Districte de Jullundur
  - Districte d'Hoshiarpur
  - Districte de Kangra

- Divisió d'Amritsar
  - Districte d'Amritsar
  - Districte de Sialkot
  - Districte de Gurdaspur

- Divisió de Lahore
  - Districte de Lahore
  - Districte de Gurdaspur
  - Districte de Gujranwala

- Divisió de Rawalpindi
  - Districte de Gujrat
  - Districte de Jhelum
  - Districte de Rawalpindi

- Divisió de Multan
  - Districte de Jhang
  - Districte de Multan
  - Districte de Muzaffargarh
  - Districte de Montgomery

- Divisió de Derajat
  - Districte de Dera Ghazi Khan
  - Districte de Dera Ismail Khan
  - Districte de Bannu

- Divisió de Peshawar
  - Districte de Peshawar
  - Districte d'Hazara
  - Districte de Kohat

I a més el territori especial del Pas de Khyber. El nombre d'estats natius era de 34.
El 1901 hi havia cinc divisions i 26 districtes i 43 estats tributaris protegits:
- Divisió de Delhi
  - Districte d'Hissar
  - Districte de Rohtak
  - Districte de Gurgaon
  - Districte de Delhi
  - Districte de Karnal
  - Districte d'Ambala

- Divisió de Jullundur
  - Districte de Sangra
  - Districte d'Hoshiarpur
  - Districte de Jullundur
  - Districte de Ludhiana
  - Districte de Ferozepore

- Divisió de Lahore
  - Districte de Montgomery
  - Districte de Lahore
  - Districte d'Amritsar
  - Districte de Gurdaspur
  - Districte de Gujranwala

- Divisió de Rawalpindi
  - Districte de Gujrat
  - Districte de Shahpur
  - Districte de Jhelum
  - Districte de Rawalpindi
  - Districte d'Attock

- Divisió de Multan
  - Districte de Mianwali
  - Districte de Jhang
  - Districte de Multan
  - Districte de Muzaffargarh
  - Districte de Dera Ghazi Khan

Estats natius:
- Estats Phulkians:
  - Patiala
  - Jhind
  - Nabha
- Bahawalpur
- Estats de les muntanyes Simla
  - 28 estats
- Sirmoor
- Loharu
- Dujana
- Pataudi
- Kalsia
- Kapurthala
- Mandi
- Maler Kotla
- Suket
- Faridkot
- Chamba

Caixmir fou part del Panjab fins al 1877 i la Província de la Frontera del Nord-oest fins al 1901. El 1912 es va separar la nova província de Delhi.
A l'annexió del Panjab el 29 de març de 1849 es va constituir (31 de març) un òrgan d'administració que va governar la província (2 d'abril de 1849) fins a l'abolició del mateix el febrer de 1853. L'òrgan estava dirigit per un cap comissionat assistits per un comissionat judicial i un comissionat financer. Després de la transferència (1858) del territori de Delhi procedent de les Províncies del Nord-oest (que després foren les Províncies Unides d'Agra i Oudh), el Panjab i les seves dependències van formar una província regular sota un tinent governador. Sir John Lawrence, el cap comissionat, fou nomenat tinent governador l'1 de gener de 1859.
El tinent governador dirigia un secretariat amb un cap, un secretari i dos subsecretaris, amb diversos caps de departaments:
- Comissionat de Finances
- Inspector general de Policia
- Director d'Instrucció Pública
- Inspector General de Presons
- Inspector General d'Hospitals Civils
- Comissionat de Sanitat
- Conservador de Boscos
- Comptable general
- Mestre general de Correus
- Cap d'Irrigació del Departament d'Obres públiques
- Cap de carreters i edificis del Departament d'Obres públiques
- Comissionat d'organització
- Comissionat de duanes i segells
- Director d'Agricultura
- Director de registres agrícoles i Inspector general de Registres

El 1901 exercia el poder sobre 26 districtes (el nombre variava segons l'any) en 5 divisions, i sobre 43 estats natius. Cada districte estava sota un subcomissionat. Els estats phulkians i Bahawalpur formaven un conjunt sota un agent polític. Chamba estava subjecte al comissionat de la divisió de Lahore; Kapurthala, Faridkot, Maler Kotla, Mandi i Suket sota el comissionat de la divisió de Jullundur; Sirmoor, Kalsia, Dujana, Pataudi i Loharu sota el comissionat de la divisió de Delhi; i els estats de les muntanyes Simla sota el subccomissionat del districte de Simla que era ex officio superintendent dels Simla Hill States (Agència de Simla). Només les relacions amb Bahawalpur estaven regulades per tractat i la resta era per sanads dels governador general. Patiala, Bahawalpur, Jind, Nabha, Kapurthala, Sirmoor, Faridkot i Maler Kotla mantenien tropes imperials i la resta pagava tribut. Els sobirans de Bahawalpur i Kapurthala gaudien del dret d'infligir penes capitals als seus ciutadans. Els sobirans de Bahawalpur (cap de la tribu dels daudputres), Maler Kotla, Pataudi, Loharu i Dujana eren musulmans; els de Patiala, Jind, Nabha, Kapurthala, Faridkot i Kalsia eren sikhs i tots jats excepte el de Kapurthala; i la resta hindús. El 1906 eren menors d'edad els governants de Patiala, Faridkot, Jubbal, Baghal, Kanethi, Mailog, Kunihar, Bija, Madhan, Dhadi, Tharoch i Kuthar i els caps de Maler Kotla i Kumharsain considerats de cervell dèbil i el de Bashahr de baix nivell; el raja de Bilaspur fou privat del poder el 1903 per mala conducta. Patiala estava administrada per un consell de regència i el maharajà tenia un tutor anglès. A Faridkot governava un consell presidit per un extra subcomissionat designat pel govern; Maler Kotla estava sota govern efectiu de l'hereu; a Bija, Kunihar, Mailog, 
i Madhan hi havia consells d'estat; a Dhadi governava un parent del sobirà i a Tharoch el wazir. Bilaspur, Jubbal, Bashahr, Kumharsain i Kanethi estaven governats per oficials natius designats pel govern britànic. A Baghal formava el consell el germà del sobirà i un oficial designat pels britànics i a Kuthar dirigia el govern un membre de la casa reial de Suket.
El 1897 es va crear un Consell Legislatiu format pel tinent governador i 9 membres designats per ell, dels que 5 no eren oficials. Les principals lleis adoptades des de 1880 eren:
En consell legislatiu:
- The Punjab University Act, XIX de 1882.
- The District Boards Act, XX de 1883.
- The Punjab Municipal Acts, XIII de 1884 i XX de 1890.
- The Punjab Courts Act, XVIII de 1S84 (modificada per les Acts XIII de4 1888, XIX de 1895, i XXV de 1899).
- The Punjab Tenancy and Land Revenue Acts, XVI i XVII de 1889.
- The Government Tenants Punjab Act, III de 1893.
- The Punjab Land Alienation Act, XIII de 1900.

En consell executiu:
- The Frontier Crimes Regulations, IV de 1887, IV de 1S89, i III de 1901.
- The Frontier Murderous Outrages Regulation, IV de 1901.

Del Punjab Legislative Council:
- The Punjab General Clauses Act, I de 1898.
- The Punjab Riverain Boundaries Act, I de 1899.
- The Punjab Land Preservation {Chos) Act, II de T900.
- The Punjab Descent of jagirs Act, IV de 1900.
- The Sind-Sagar Doab Colonization Act, I de 1902.
- The Punjab Steam Boilers and Prime Movers Act, II de 1902.
- The Punjab Military Transport Animals Act, I de 1903.
- The Punjab Court of Wards Act, II de 1903.
- The Punjab Pre-emption Act, II of 1905.
- The Punjab Minor Canals Act, III de 1905.

El consell legislatiu es va ampliar posteriorment i el 1937 es va formar un primer govern autònom que va tenir continuïtat sota l'Índia independent després del 1947.

## Governants

### Caps comissionats
- Òrgan d'administració: John Laird Mair Lawrence, Henry Lawrence i Charles G. Mansel
- John Laird Mair Lawrence (des del 5 de febrer de 1856, Sir John Lair Mair Lawrence) 1853-1859

### Tinents governadors
- Sir John Laird Mair Lawrence 1859
- Sir Robert Montgomery 1859 - 1865
- Donald Friell McLeod 1865 - 1870
- Sir Henry Marion Durand 1870 - 1871
- Sir Robert Henry Davies 1871 - 1877
- Sir Robert Eyles Egerton 1877 - 1882
- Sir Charles Umpherston Aitchinson 1882 - 1887
- Sir Charles James Lyall 1887 - 1892
- Sir Dennis Fitzpatrick 1892 - 1897
- Sir William Mackworth Young 1897 - 1902
- Sir Charles Montgomery Rivaz 1902 - 1907
- Sir Denzil Charles Jelf Ibbetson 1907
- Sir Thomas Gordon Walker 1907 (interí)
- Sir Denzil Charles Jelf Ibbetson 1907 - 1908 (segona vegada)
- Sir Thomas Gordon Walker 1908 (segona vegada, interí)
- Sir Louis William Dane 1908 - 1911
- James MacCrone Douie 1911
- Sir Louis William Dane 1911 - 1913 (segona vegada)
- Sir Michael Francis O'Dwyer 1913 - 1919
- Sir Edward Douglas Maclagan 1919 - 1921

### Governadors
- Sir Edward Douglas Maclagan 1921 - 1924 (abans tinent governador)
- Sir William Malcolm Hailey 1924 - 1928
- Sir Geoffrey Fitzhervey de Montmorency 1928 - 1932
- Sir Sikandar Hayat Khan 1932 (interí)
- Sir Geoffrey Fitzhervey de Montmorency 1932 - 1933 (segona vegada)
- Sir Herbert William Emerson 1933 - 1938
- Sir Sikandar Hayat Khan 1934 (interí, segona vegada)
- Sir Henry Duffield Craik 1938 - 1941
- Sir Bertrand James Glancy 1941 - 1946
- Sir Evan Meredith Jenkins 1946 - 1947

### Ministres en cap
- Sir Sikandar Hayat Khan 1937 - 1942 (partit Unionista)
- Khizar Hayat Khan Tiwana 1942 - 1945
- Administració del governador 1945-1946
- Sir Khizar Hayat Khan Tiwana 1946 -1947 (segona vegada, partit Unionista)

## Forces militars
Entre 1851 i 1886 la força militar coneguda com a Punjab Frontier Force va estar directament a les ordes del tinent governador del Panjab. El 1886 el control fou transferit al comandant en cap. Totes formaven part del Nothern Command, excepte les de Delhi que pertanyien a la divisió de Meerut de l'Eastern Command. El tienen general comandant tenia quarter general a Rāwalpindi i a Murree; el Panjab tenia com a guarnicions a les divisions de Lahore i Rawalpindi o a la brigada de Derajat del Northern Command, i a la Meerut division de l'Eastern Command.
Estacions militars el 1904 eren: de la Rawalpindi division: Attock, Campbellpur, Jhelum, Murree hills, Rawalpindi i Sialkot; de la Lahore division: Ambala, Amritsar, Bakloh, Dagshai, Dalhousie, Dharmsala, Ferozepore, Jullundur, Jutogh, Kasauli, Lahore Fort, lahore Cantonment, Multan, Sabathu i Solon;de la Derajat brigade: Dera Ghazi Khan; i de la Meerut division: Delhi.
Hi havia alguns cossos volunataris: el 1893 es va organitzar la Punjab Light Horse, amb quarter a Lahore i destacaments a Delhi, Ambala, Rawalpindi, Lyallpur, i Palampur; el First Punjab Volunteer Rifle Corps amb seu a Lahore i destacament a Amritsar, Dhariwal, Gurdaspur, Rawalpindi, Murree, Sialkot, Delhi, Karnal, Ferozepore i Dharmsala (i a Srinagar a Caixmir); el Simla Volunteer Rifle Corps amb seu a Simla i un destacament a Kasauli; el North-Western Railway Volunteer Rifles amb seu a Lahore i diversos destacaments; i destacaments del 2nd Bombay, Baroda, and Central India Railway Volunteers i del East Indian Railway Volunteers, a Sirsa, Ambala i Kalka. Els estats natius disposaven d'algunes forces: les Imperial Service troops i forces locals; vuit estats mantenien forces imperials.
El 1849 es va organitzar una polícia militar en 6 regiments d'infanteria i 27 tropes de cavalleria que va augmentar els efectius i el 1860 havien passat de 15 mil a 24.700 excloent els reclutes de Derajat i Peshawar. El 1861 es va reorganitzar la policia del Cis-Indus. La policia ferroviària es va establir el 1869. La policia de la Frontera del Nord-oest es va separar el 1901. Llavors es va unificar la policia sota un inspector general amb un policia per cada 1647 persones. Hi havia també els chaukidars o vigilants de poble que eren prop de 30.000.
En la política britànica algunes tribus eren considerades criminals i al Panjab nou tribus foren registrades sota la Criminal Tribes Act, sent les principals els sansis, bàuries i mahtams; estaven establertes en pobles sota vigilància policial.

## Història
Vegeu història del Panjab